# Rudolf Wilhelm Janzen
Rudolf Wilhelm Janzen (* 3. Dezember 1907 in Bochum; † 22. Juni 1991 in Hamburg) war ein deutscher Neurologe.

## Leben

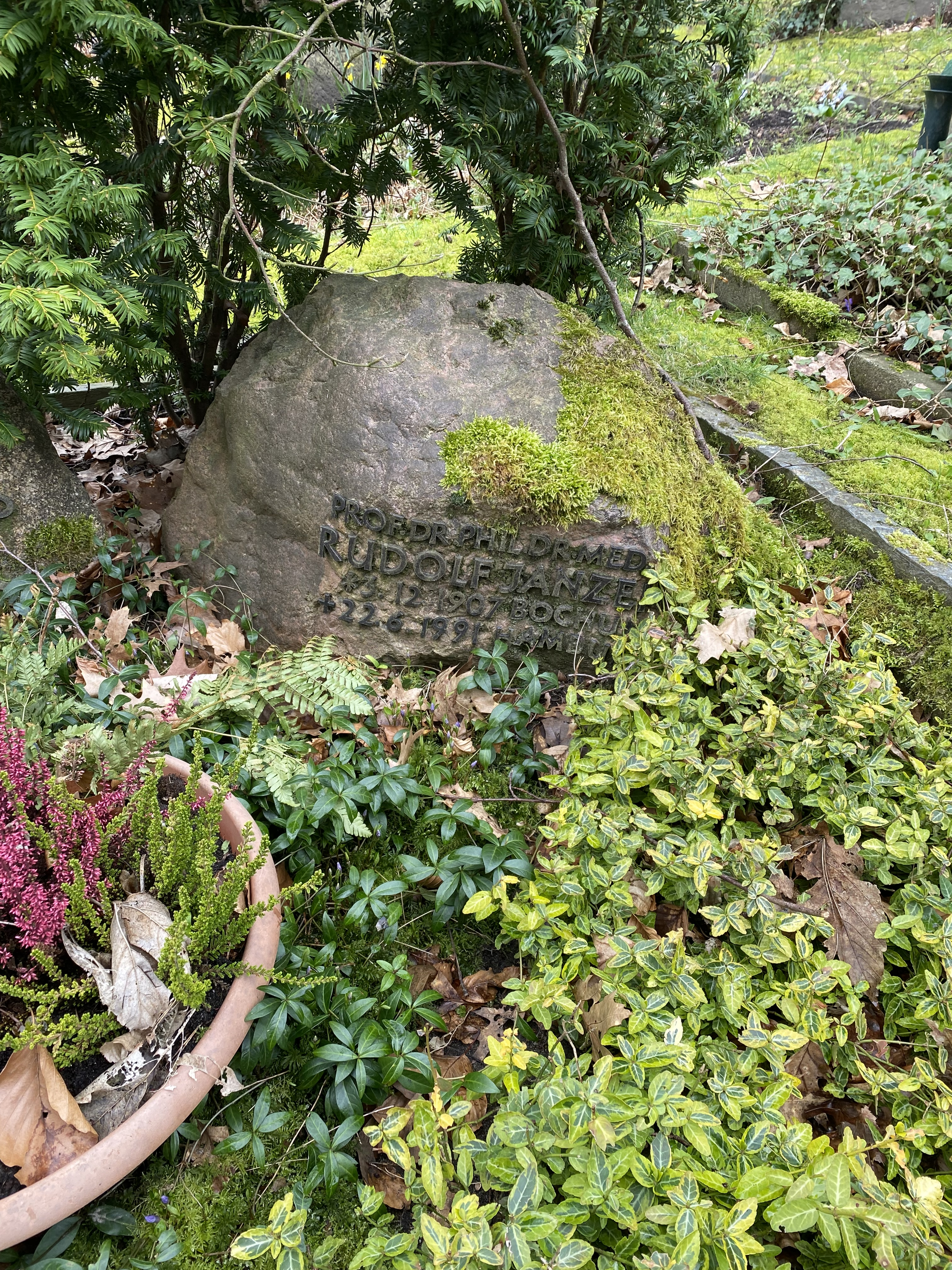
Grabstätte auf dem Waldfriedhof Volksdorf

Nach einem Studium der Philosophie und der Naturwissenschaften in Bonn und Kiel studierte er Medizin in Kiel und Hamburg, wo er 1935 bei Heinrich Pette promovierte.  Am 1. Oktober 1958 übernahm er – als direkter Nachfolger von Heinrich Pette und Max Nonne – die Funktion eines Ordinarius für Neurologie und den Posten des Direktors der Neurologischen Universitäts- und Poliklinik Hamburg am Universitätsklinikum Hamburg-Eppendorf.
Janzen war verheiratet und hatte fünf Kinder. Zu ihnen gehörte der Neurologe Rudolf Wilhelm Christian Janzen. 83-jährig starb Rudolf Wilhelm Janzen in Hamburg und wurde auf dem dortigen Waldfriedhof Volksdorf beigesetzt.